# Волчий (Белгородская область)
Волчий — хутор в Вейделевском районе Белгородской области России, в составе Солонцинского сельского поселения.

## География
Хутор расположен в юго-восточной части Белгородской области, близ границы с Украиной, в 17,5 км по прямой к юго-востоку от районного центра, посёлка Вейделевки

## История

### Происхождение названия
Хутор Волчий был основан в конце XVIII века. Название свое получил от того, что расположен в глухом («волчьем») месте. Местность была лесистая, водилось много дикого зверя, поэтому яр стал урочищем под названием Волчий.

### Исторический очерк
Основным населением хутора были переселенцы из Украины. Крестьяне занимались земледелием, скотоводством. Хозяйство было натуральным. Основным источником денежных средств был вывоз и продажа зерна и скота на Дон, Кавказ, в черноморские порты.
По итогам реформы 1861 года жители хутора Волчьего получили «дарственные наделы» — по 3 десятины на мужскую душу населения. Помещики оставили за собой большую часть земли, притом лучшей. Налоговые тяготы, арендная плата и различные «мирские сборы» заставляли крестьян искать заработки на стороне, у помещиков.
В 1899 году на хуторе Волчьем была открыта школа. Учителями в ней были две подруги графини Паниной.
С 1905 года школа имела небольшую библиотеку, которая состояла большей частью из книг небольшого объема и брошюр научно-популярного характера. В результате проведения столыпинской аграрной реформы образовались крупные хозяйства. На хуторе Волчьем было 9 ветряных мельниц.
В 1917-1920 годы власть на хуторе менялась несколько раз в год. Через хутор на Дон и обратно прошла группировка Нестора Махно. На хуторе Волчьем он стоял со своим штабом.
В 1927 году на хуторе Волчьем было образовано товарищество по совместной обработке земли (ТОЗ). Оно было самым большим в районе по численности. В 1928 году оно объединяло 76 хозяйств.
В начале 1929 года на хуторах Волчий и Калинин (Чужинов) ТОЗ приняло решение перейти на устав сельхозартели, то есть организовали колхоз им. Калинина — это был один из первых колхозов в районе. Колхоз вскоре переименовали в «Красный Аксай» в связи с тем, что колхозом был куплен ручной пожарный насос, выпускавшийся московской фабрикой «Красный Аксай».
С самого начала Великой Отечественной войны хутор Волчий, как и другие населенные пункты, вошел в зону, объявленную на военном положении.
7 июля 1942 года начался период оккупации немецко-фашистскими захватчиками. В период уборки урожая 1942 года вражеским властям устраивались сопротивление и саботаж. Люди стремились сделать так, чтобы хлеб во время молотьбы не попал к оккупантам, выводили из строя молотилки, по ночам поджигали скирды. После освобождения района колхозники с высоким трудовым подъемом и в сжатые сроки провели весенне-полевые работы для посевной страды 1943 года.
С 1943 по 1955 годы хутор Волчий был центром Волчанского сельского совета (за исключением времени с 1952 по 1954 годы, когда хутор относился к Белоколодезскому сельскому совету).
В 1952 году колхоз «Красный Аскай» объединился с колхозом «Новый путь», образовав колхоз им. Маленкова.
В 1954 году колхоз им. Маленкова был присоединен к колхозу им. Хрущева (село Белый Колодезь), который в 1955 году был переименован в колхоз «Россия».
С 1955 по 1957 годы хутор Волчий относился к Клименковскому сельскому совету, затем с 1958 года — вновь к Белоколодезскому сельскому совету. В этом же году колхоз «Россия» был разукрупнен, в результате чего хутор Волчий вместе с селом Солонцы, хуторами Становое, Ямное, Лозоватка, Копанки, Сафронов, Соколов, Калинин образовали новый колхоз, получивший название «Светлый путь». Председателем колхоза был избран Николай Яковлевич Сергиенко.
В 1960 году хутор Волчий был признан неперспективным. Многие жители хутора переехали в село Солонцы, ставшее центральной усадьбой колхоза, а также в другие районы и области.
В 1969 году в Солонцы был переведен фельдшерско-акушерский пункт.
В 1975 году закрыта Волчанская начальная школа, перевезена в село Солонцы библиотека.

## Население
В 1859 году на хуторе Волчьем переписали 30 дворов с 241 жителем. К концу XIX века хутор вырос до 66 дворов с 417 жителями.
В 1928 году на хуторе Волчьем было 100 дворов, 596 жителей.
В 1943 году численность населения составляла 360 человек (71 двор), из них ушло на фронт 114 человек. По данным 1946 года число дворов составляло 63, численность населения — 236 человек, погибло на фронте — 34 человека.
В 1995 году на хуторе Волчьем было 9 дворов, число жителей — 21 человек.
| 2002 | 2010 |
| ---- | ---- |
| 6    | ↘4   |